# جيانغشي
| 江西省 = Jiāngxī Shěng الاسم المختصر: 赣 = Gàn   |                                                                       |
| تبدو مقاطعة جيانغشي باللون المغاير في هذه الصورة |                                                                       |
| أصل التسمية                                      | 江 jiāng - أو يانغتسي 南 nán - جنوب 西 xī - غرب "غرب جنوبي اليانغتسي" |
| نظام الإدارة                                     | مقاطعة                                                                |
| العاصمة                                          | نانتشانغ                                                              |
| رئيس لجنة الحزب الشيوعي الصيني لـ"جيانغشي"       | منغ جيانغتشو                                                          |
| الحاكم                                           | هوانغ شيتشوان                                                         |
| المساحة                                          | 166,900 كلم² (الـ18)                                                  |
| السكان (2002) - الكثافة السكانية                 | 42,220,000 (الـ13) 253/كلم² (الـ16)                                   |
| الناتج المحلي الخام (2002)                       | 245.0 مليار ¥ (الـ17)                                                 |
| أهم القوميات (2000)                              | الهان - 99.7%                                                         |

مقاطعة جيانغشي (بالـصينية: 江西 = Jiāngxī): من المقاطعات الداخلية لجمهورية الصين الشعبية. تحتل موقعا وسطا جنوب شرقي البلاد. تقع المقاطعة على الضفة الجنوبية لمجرى رافدي نهر اليانغتسي الأوسط والسفلي، تجاورها عدة مقاطعات داخلية أخرى.
نظرا لطبيعتها الخلابة أطلق على «جيانغشي» تسمية «المهد الأحمر» أو «البيت الأخضر». تجذب المقاطعة العديد من السواح وعشاق الطبيعة إليها. تشتهر المنطقة بصناعة الخزف كما كانت من أهم روافد العقيدة الطاوية في البلاد.

## الجغرافيا
تغطي الغابات حوالي 60% من إجمالي مساحة المقاطعة. تعتبر «بحيرة بويانغ» أكبر بحيرة مياه عذبة في الصين، تبلغ مساحتها 5100 كم² (= مساحة شانغهاي). وهبتها الطبيعة ظروفا مناخية جيدة، تكسو جبالها خضرة دائمة وتتوفر بها المياه العذبة. كل هذه العوامل جعلت منها إحدى أهم مراكز الإنتاج الزراعي.

## العاصمة
عاصمة جيانغشي مدينة نانتشانغ، متطورة في التعدين والماكينات والطيران والأطعمة والصناعة الخفيفة والغزل والنسيج.

## الاقتصاد
تعد المقاطعة المصدر الأول للعديد من المعادن في البلاد: على غرار المعادن غير الحديدية والمعادن النفيسة والنادرة، ويطلق البعض على كل من: النحاس والتنجستين والتنتالم اليورانيوم والأتربة النادرة، تسمية «الزهور الخمس» لجيانغشي.
تعتبر أسعار الأراضي والمواد الخام والطاقة فيها أرخص منها في المناطق الساحلية. كما أن أسعار الأيدي العاملة متدنية أيضا -ثلث المعمول بها في شانغهاي وقوانغدونغ-. كل هذا العوامل يجعلها منطقة استثمارات مغرية جدا.
تقوم الحكومة المحلية في مقاطعة جيانغشي بعمل خطة إستراتيجية لتنمية الاقتصاد، هدفها جعل «جيانغشي» قاعدة مستقبلية للصناعة بعد أن تتخلى المدن المركزية الساحلية تدريجيا عن هذا النشاط -لصالح السياحة مثلا-، ومركزا للمنتجات الزراعية الثانوية، كما ستقوم بتصدير العمالة للمناطق الأخرى.

## توأمة
لجيانغشي اتفاقيات توأمة مع كل من:
- غيفو (21 يونيو 1988 -)
- أوكاياما (1 يونيو 1992 -)

## أعلام
- ليو هونغ
- تشانغ لي
- ما جيان
- لوه جين